# Call of Duty: Modern Warfare 2
Call of Duty: Modern Warfare 2 és un videojoc d'acció en primera persona desenvolupat per Infinity Ward. Anunciat oficialment l'11 de febrer de 2009, el joc serà publicat per Activision i s'espera la seva sortida el 10 de novembre de 2009. Call of Duty Modern Warfare 2 és el sisè lliurament de la sèrie i successor de Call of Duty: World at War. Se sap que el joc s'ambienta a Sibèria i en altres territoris de Rússia, a les Favelas de Rio de Janeiro a Brasil, a Washington, Virginia i en algun país d'Europa Oriental. També a l'aeroport de Moscou.

## Desenvolupament
El sisè joc de la sèrie Call of Duty va ser originalment esmentat en el títol Call of Duty 6. El títol oficial per al joc va ser revelat a ser Call of Duty: Modern Warfare 2 per Activision Blizzard el 3 de desembre de 2008. Activision Blizzard posteriorment es va retractar del seu anunci, dient tota la informació sobre el pròxim joc Call of Duty era "especulatiu", i de Infinity Ward també va afirmar que no havien confirmat oficialment el seu últim projecte. L'11 de febrer de 2009, Activision Blizzard va anunciar de nou Modern Warfare 2 i que l'estiu pretenien publicar el joc. Finalment sortirà a la venda amb el títol de "Call of Duty: Modern Warfare 2" el 10 de novembre del 2009. La veu de l'actor Ken Lally, que treballà per al títol Resident Evil 5 com Albert Wesker, va confirmar que treballa per a una veu de Modern Warfare 2 el seu paper en el joc no s'ha especificat, encara que es rumoreja que posarà veu a Vladimir Makarov (vegeu la secció argument).Infinity Ward ha confirmat que s'ocuparà de la qüestió dels enemics que reapareixen contínuament en diferents punts d'un nivell. Així mateix, en resposta a les preguntes sobre la durada de la campanya d'un sol jugador, Infinity Ward, Jason West COC va declarar que Modern Warfare 2 durarà més temps que el seu antecessor Call of Duty 4.

## Jugabilitat
Estarà disponible una manera "Forces Especials" en Modern Warfare 2 similar a la missió d'epíleg "Mile High Club" en Call of Duty 4: Modern Warfare. En una presentació en el Gamescon 09, es va anunciar que aquesta manera de joc estaria disponible en manera cooperativa. La manera multijugador inclou punts d'experiències i un sistema de millores desbloquejables, igual que Call of Duty 4. Les millores consistiran, a més de noves armes amb millores d'equipaments, 15 recompenses per ratxes de morts, més de 40 títols i símbols pel teu nom en clau, que poden ser desbloquejats i seleccionats pel jugador. Entre aquests, hi ha l'habilitat de sol·licitar el suport d'un AC-130 d'artilleria després d'onze morts seguides, no obstant si aconsegueixes una racha superior a 25 morts seguides, tens l'opció (si las activat) de llançar una bomba nuclear matant així a TOTS el jugadors del joc i guanyar la partida.

## Argument
Modern Warfare 2 està establert diversos anys després de la conclusió de Call of Duty 4. El jugador prendrà el paper del sergent Gary "Roach" Sanderson. "Roach" estarà sota les ordres del sergent "Soap" MacTavish, que tornarà, sent ara un capità a l'Special Air Service. MacTavish dirigirà una unitat de comandament d'elit per contrarestar l'auge d'un nou grup terrorista rus, liderat per Vladimir Makarov, antic deixeble d'Imran Zakhaev, l'antagonista de Modern Warfare, el quart videojoc de la saga.

## Marketing
El 25 de març de 2009, un tràiler del joc va ser exposat en la cerimònia de Game Developer Choice Awards a San Francisco. El reclam també va ser posat en la pàgina web oficial de Infinity Ward. Es va anunciar que la data de llançament era el 10 de novembre de 2009 i va ser confirmat que el títol del joc seria Modern Warfare 2 (anteriorment es creia que s'anomenaria Call of Duty: Modern Warfare 2). Infinity Ward va posar un nou tràiler, el 10 de maig, en el qual es mostraven les característiques del joc tals com conduir motos de neu i una missió submarina. Durant l'I3 2009, Infinity Ward, va anunciar un paquet de contingut descarregable que consta de dos mapes multijugador que estaran disponibles primer a través de Xbox Live de Xbox 360 per a la versió del joc. Una de les primeres missions campanya cridada "Cliffhanger" també va ser mostrat durant l'I3. A la fi de juny, l'empresa de videojocs per a telèfons mòbils Glu Mobile, va anunciar que desenvoluparà una adaptació del joc per a mòbils. A mitjan juliol de 2009, es va donar a conèixer que el videojoc estarà publicat en tres edicions. L'edició estàndard està formada pel joc i un manual d'instruccions, serà l'única versió disponible per a Microsoft Windows.En l'edició col·leccionista, el joc i el manual estaran en una caixa de metall i també inclourà un llibre d'art i un codi per a descarregar gratuïtament de la primera versió de Call of Duty. L'edició prestige inclourà, a part dels productes de l'edició col·leccionista, unes ulleres de visió nocturna i un cap de maniquí de plàstic com suport de les ulleres.